# Лингура
Лингура (рум. Lingura) — село в Кантемирском районе Молдавии. Является административным центром коммуны Лингура, включающей также сёла Крэчун и Поповка.

## География
Село расположено на высоте 114 метров над уровнем моря.

## Население
По данным переписи населения 2004 года, в селе Лингура проживает 1284 человека (660 мужчин, 624 женщины).
Этнический состав села:
| Национальность | Число жителей | Процентный состав |
| -------------- | ------------- | ----------------- |
| молдаване      | 1273          | 99.14             |
| румыны         | 7             | 0.55              |
| болгары        | 2             | 0.16              |
| украинцы       | 1             | 0.08              |
| русские        | 1             | 0.08              |
| Всего          | 1284          | 100%              |